# Grand Ouest français

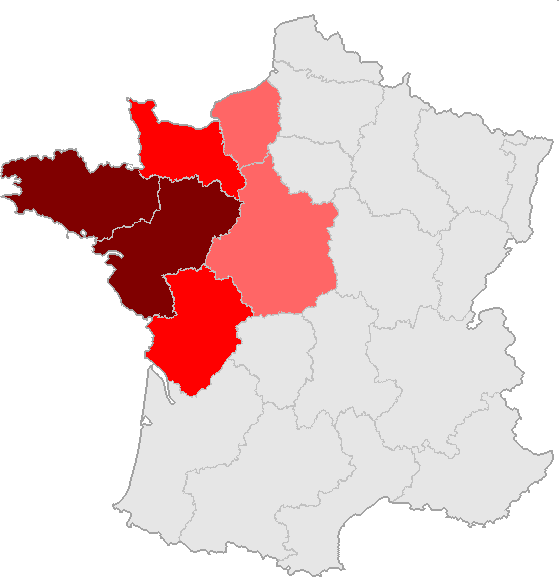
Les différentes régions pouvant constituer le Grand Ouest français.

Le néologisme Grand Ouest français est une notion géographique pouvant regrouper plusieurs régions se trouvant dans le tiers ou la moitié ouest de la France métropolitaine, dans l'Arc atlantique.
Cet ensemble territorial n'est pas figé et ses multiples définitions sont dues notamment au fait qu'il n'a jamais eu de structure politico-administrative propre.

## Délimitation géographique
Ne se rapportant pas à une subdivision ou une collectivité territoriale officielle, le Grand Ouest est une entité aux contours variables. Elle comprend systématiquement la Bretagne et les Pays de la Loire, fréquemment les départements des anciennes régions Basse-Normandie et Poitou-Charentes et s'étend parfois aux départements de la région Centre-Val de Loire et de l'ancienne région Haute-Normandie.
Ce territoire fait souvent l'objet de réalisations et équipements communs aux différentes régions concernées (tel le Cancéropôle du Grand Ouest) ; à des aires d'études sociologiques, politiques, économiques (voir les travaux de Jean-Pierre Peyon ou Michel Bussi) ; ou encore à des zones technico-administratives (comme la banque de tissus de l'Établissement français du sang). Toutefois, dans certains cas, le terme « Ouest » est utilisé pour définir cette zone géographique (par exemple : pour la circonscription électorale européenne et la ZEAT Ouest de l'Insee). Ses deux plus grandes villes, toutes définitions confondues, sont Nantes et Rennes.

## Différentes délimitations
Le « Grand Ouest » français peut se définir de plusieurs façons, selon les cartes ci-dessous.

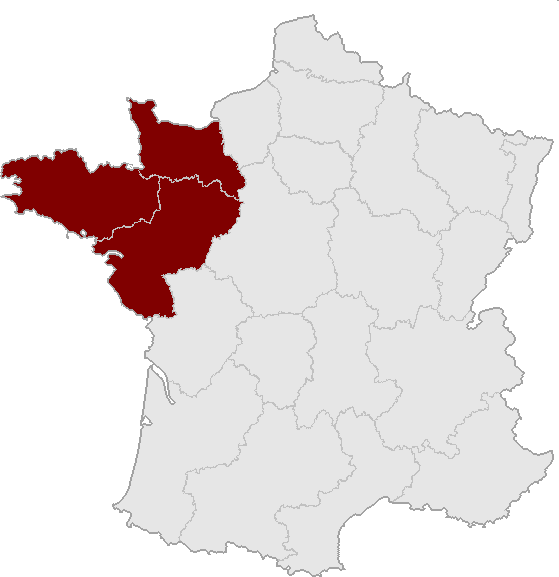
Le Grand Ouest français selon la zone de diffusion du quotidien Ouest-France[1] et des chercheurs de l'Université de Caen[2].
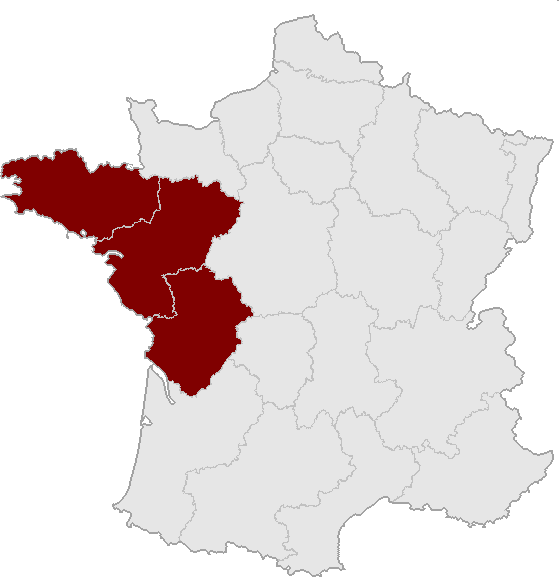
La circonscription électorale européenne Ouest (en vigueur anciennement)[3] et la ZEAT Ouest de l'Insee[4].
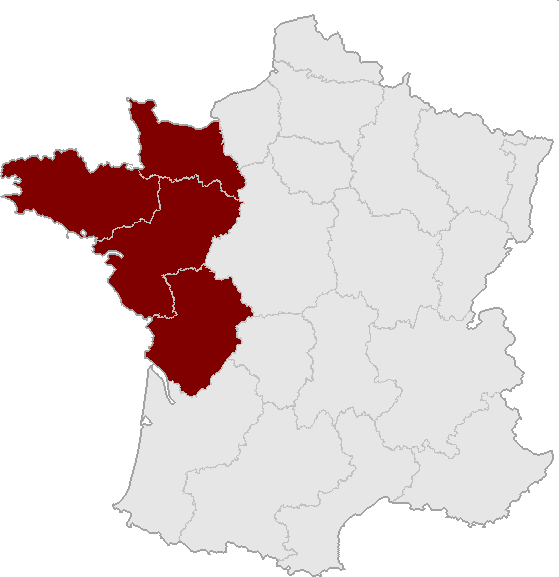
Le Grand Ouest français selon le chercheur Jean-Pierre Peyon[5].
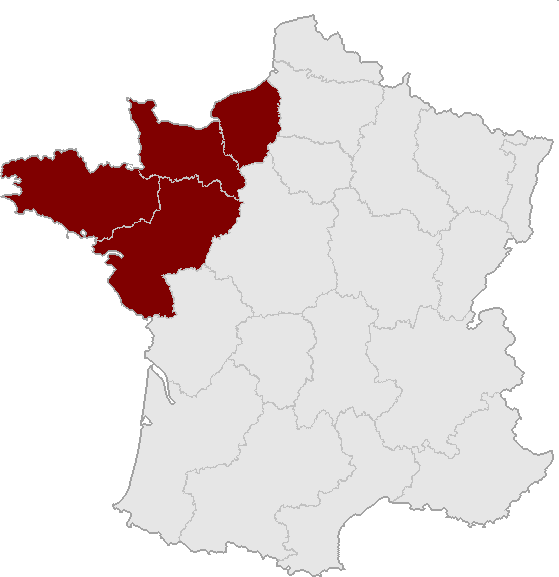
Le Grand Ouest français selon la coopération inter-régionale des concours de la fonction publique territoriale[6] et le politologue et géographe Michel Bussi[7].
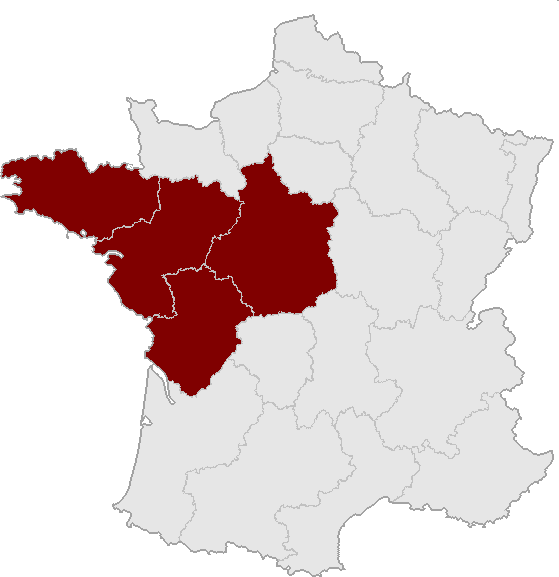
Le Grand Ouest français selon le Cancéropôle Grand Ouest[8]et l'Établissement français du sang (EFS)[9].
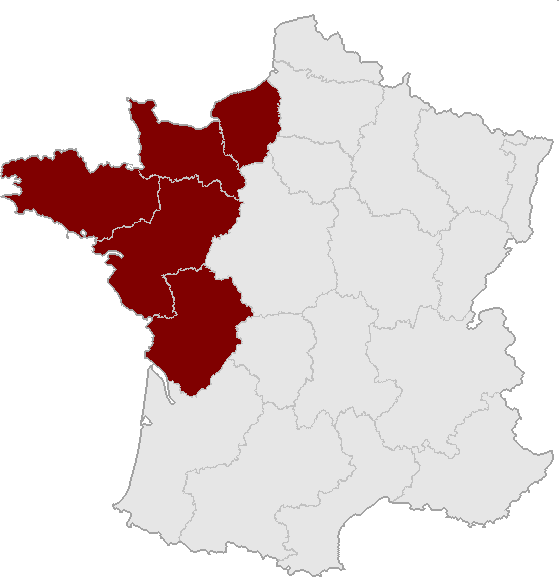
Le Grand Ouest français selon les Guides de voyage Ulysse[10].
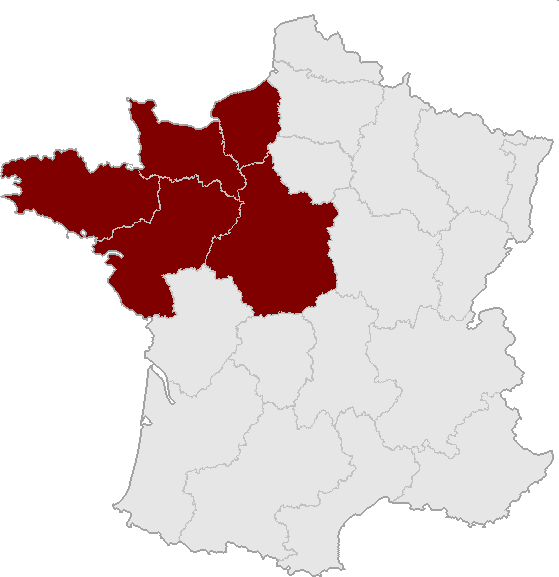
La zone de défense et de sécurité Ouest.
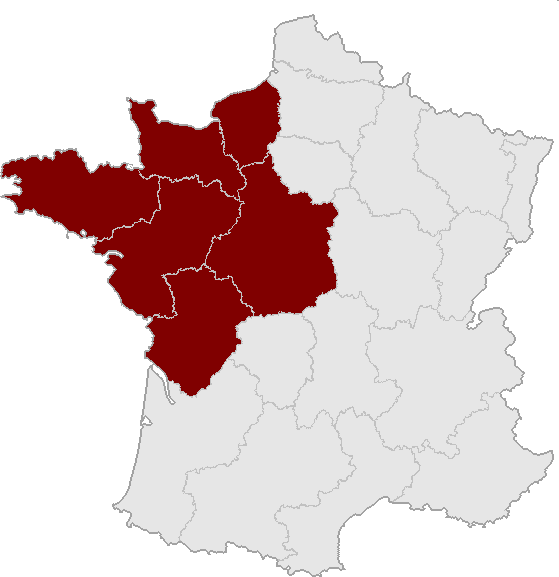
Le Grand Ouest français selon l'Agence d'urbanisme de la région nantaise[11].